# Plus500
Plus500 – internetowa spółka handlowa z siedzibą w Wielkiej Brytanii założona w 2008 r. Jest dostawcą usług online dla klientów detalicznych, umożliwiając im prowadzenie transakcji CFD na wielu rynkach finansowych. Akcje spółki dominującej są dopuszczone do obrotu na rynku AIM Londyńskiej Giełdy Papierów Wartościowych.

## Historia
Spółka została założona przez pięciu absolwentów uczelni Technion – Israel Institute of Technology, a pierwotna inwestycja opiewała na 400 000 USD, które wniósł Alon Gonen, dyrektor generalny spółki.

## Działalność
Spółka jest zarejestrowana i zlokalizowana w Wielkiej Brytanii, posiada biura w Izraelu i Australii. Jej siedziba główna znajduje się w Londynie. Początkową usługą był komputerowy system obsługi transakcji. W roku 2010 spółka wprowadziła swoją wersję przeglądarki dla Mac OS i użytkowników systemu Linux. W roku 2011 spółka wypuściła na rynek pierwszą aplikację dla użytkowników iPad i iPhone, a w roku kolejnym Android app.
Odnotowano, że 40% transakcji dokonywano albo za pomocą smartfonów, albo tabletów.
W trakcie wywiadu, prezes spółki, Gal Haber, mówił o procesie intensywnej rekrutacji, jaki musi przejść każdy kandydat, który może trwać od sześciu do dziesięciu miesięcy.

### Kontrakty na różnice kursowe
Plus500 oferuje kontrakty na różnice kursowe (Contract for difference, CFD) w zakresie wielu instrumentów finansowych.
Spółkę założono w trakcie recesji gospodarczej w roku 2008, gdy inwestorzy poszukiwali różnych dostępnych elastycznych i szerszych opcji finansowych instrumentów pochodnych, a kontrakty na różnice kursowe (CFD) wybiły się na pozycję preferowanego produktu.

## 500Affiliates
500Affiliates to oficjalny program partnerski (affiliate program) spółki Plus500 oferowany przez spółkę w celu kierowania nowych graczy giełdowych przez właścicieli stron internetowych oraz inne osoby zajmujące się marketingiem internetowym. Program obejmuje ponad 70 000 zarejestrowanych podmiotów współpracujących na całym świecie, prowadzących działalność na ponad 50 rynkach, dostępnych w 29 językach. Wiele stron internetowych prowadzących wiadomości giełdowe okrzyknęło go jednym z najbardziej dochodowych programów dla podmiotów współpracujących.

## Lokalizacja
Strona internetowa oraz platforma są dostępne w 31 różnych językach w ponad 30 różnych domenach.

## Debiut giełdowy
Spółka ogłosiła swój debiut giełdowy Initial Public Offering w pierwszym tygodniu lipca 2013 r., a publiczny obrót jej akcjami na rynku rozpoczął się na giełdzie w Londynie London Stock Exchange w dniu 22 lipca 2013 r. osiągając wartość 75 mln USD, co przełożyło się na kapitalizację spółki w wysokości 200 mln USD.

### Regulacje prawne
Spółka Plus500UK Ltd uzyskała uprawnienia od Financial Conduct Authority w Wielkiej Brytanii i podlega tej instytucji. Działalność spółki w Australii reguluje Australijska Komisja Papierów Wartościowych i Inwestycji Australian Securities and Investments Commission.